# Eusomatus
Genre
Eusomatus est un genre de coléoptères appartenant à la sous-famille des Entiminae qui dépend de la famille des Curculionidae.

## Description
Ce genre est proche d'Eusomus, dont il ne diffère que par sa carapace visible, la partie des pattes correspondant au fémur qui ne possèdent pas d'éperons, et par la forme des appareils génitaux.

## Écologie
Les larves, qui vivent dans la terre, sont polyphages.

## Synonyme
- Eusomatulus Reitter, 1904

## Espèces
- Eusomatus claviger Schilsky in Kuster, 1912
- Eusomatus elegans Stierlin, 1885
- Eusomatus laticeps Schilsky in Kuster, 1912
- Eusomatus laticeps Stierlin, 1885
- Eusomatus taeniatus Reitter, 1904
- Eusomatus taeniatus Schilsky in Kuster, 1912
- Eusomatus taeniatus Stierlin, 1885
- Eusomatus virens Boheman in Schoenherr, 1833
- Eusomatus virens Schilsky in Kuster, 1912